# Emiliano Velázquez
Emiliano Daniel Velázquez Maldonado (Montevideo, 30 april 1994) is een Uruguayaans voetballer die doorgaans als centrale verdediger speelt. Hij verruilde Atlético Madrid in juli 2018 voor Rayo Vallecano, dat hem in het voorgaande seizoen al huurde. Velázquez debuteerde in 2014 in het Uruguayaans voetbalelftal.

## Clubcarrière
Velázquez komt uit de jeugdacademie van Danubio. Hij debuteerde voor Danubio in de Uruguayaanse Primera División tijdens het seizoen 2011/12. Het seizoen erop dwong hij een basisplaats af en speelde hij 24 competitiewedstrijden. In 2014 werd hij Uruguayaans landskampioen met Danubio.

## Interlandcarrière
Velázquez maakte deel uit van verschillende Uruguayaanse nationale jeugdelftallen.
1 Cárdenas ·
2 Rațiu ·
3 Chavarría ·
4 Díaz ·
5 Aridane ·
6 Ciss ·
7 Isi ·
8 Trejo  ·
9 De Tomás ·
10 James ·
11 Nteka ·
12 Guardiola ·
13 Batalla ·
14 Camello ·
15 Gumbau ·
16 Mumin ·
17 U. López ·
18 Á. García ·
19 de Frutos ·
20 Balliu ·
21 Embarba ·
22 Espino ·
23 Valentín ·
24 Lejeune ·
25 Montiel ·
27 Pelayo ·
29 Méndez ·
Coach: Pérez
· Assistent-coach: Adrián